# Rolando Rossi
Rolando Rossi (Ancona, 18 giugno 1922 – Falconara Marittima, 3 settembre 2017) è stato un allenatore di calcio e calciatore italiano, di ruolo attaccante.

## Carriera

### Calciatore
Inizia la carriera segnando 4 reti in 5 presenze in Serie B nell'Anconitana che lo riconferma anche per la stagione successiva, nella quale segna un gol in 10 presenze nella serie cadetta. In seguito viene ceduto prima al Pisa e poi al Novara, con cui gioca altre due stagioni in Serie B. Dopo la guerra torna all'Anconitana, dove segna una rete in 7 presenze in Divisione Nazionale, viene riconfermato per un'ulteriore stagione, nella quale gioca 13 partite in Serie B senza mai segnare.

### Allenatore
Nell'ottobre 1958 fu chiamato a sostituire, alla guida della Falconarese, l'allenatore Aldo Longhi, dimessosi per divergenze economiche con la società.

## Palmarès

### Club

#### Competizioni nazionali
- Serie C: 1

Anconitana-Bianchi: 1941-1942